# POKKA PRESENTS PRACTICE FOR THE TOEFL TEST
POKKA PRESENTS PRACTICE FOR THE TOEFL TEST（ポッカ・プレゼンツ・プラクティス・フォー・ザ・トーフル・テスト）は、1990年代から2000年代初頭にWOWOW及び朝日放送で放映された英語教育番組である。

## 概要
この番組は、英語を母語としない国や地域の人々が、英語圏おもにアメリカ合衆国やカナダの大学に留学して学業に専念できるだけの英語力を有するかを判定するTOEFLテストの対策を念頭においたテレビ語学講座。
ネイティヴスピーカーの講師（アシスタント）と、日本人の講師（大学教授）が、カメラに向かって講義を進行するというスタイル。日本の飲料メーカー、ポッカコーポレーション（現：ポッカサッポロフード&ビバレッジ）が協賛し番組のテキスト作成などに携わっていたが、直接的な関係などは不明。
当初は衛星放送のWOWOWで放映された（ノンスクランブル）が、その後は朝日放送が製作するようになり、全国のテレビ朝日系列局に向けて、地上波でも放送（但し、一部地方局ではポッカとは別のスポンサーが提供していた）されていた。